# Elazığ Stadyumu
Das Elazığ Atatürk Stadyumu (oder auch Elazığ Atatürk Stadı) ist ein Fußballstadion in der türkischen Stadt Elazığ der gleichnamigen Provinz, im Osten des Landes. Die Anlage mit 18.423 Plätzen im Stadtzentrum ist die Heimspielstätte der Fußballvereine Elazığspor und 23 Elazığ FK. Beide spielen gegenwärtig in der viertklassigen TFF 3. Lig.

## Geschichte
1970 begann der Bau des Elazığ Atatürk Stadyumu. Die Haupt- und die Gegentribüne waren überdacht. Die Kurven hingegen lagen unter freiem Himmel. 1974 wurde es eröffnet. Es bot anfänglich Platz für 13.923 Zuschauer. Das Spielfeld aus Naturrasen war von einer Leichtathletikanlage umschlossen. Neben dem Stadion befanden sich ein Trainingsplatz sowie einige Tennisplätze. Zur Saison 2012/13 stieg Elazığspor in die Süper Lig auf. Dafür musste das Stadion renoviert werden. Das Spielfeld wurde mit einem neuen Rasen sowie einer Rasenheizung ausgestattet. Des Weiteren wurden die Tribünen und Umkleidekabinen saniert. Die Sportstätte genügte aber nicht mehr den Anforderungen an ein modernes Fußballstadion.
Vor dem Umbau wurde die Sanierung des Elazığ Atatürk Stadyumu versprochen. Erste Arbeiten betrafen Ende 2017 die Nordkurve, die abgerissen wurde. Ein Neubau der Tribüne wurde jedoch nicht sofort umgesetzt. Die Pläne wurden geändert und man beschloss, das Stadion in einem Zug umzubauen und zu modernisieren. Im März 2019 rückten die Baumaschinen an und es begann der Abbruch der restlichen Ränge. Die Stadtbehörden hätten einen schrittweisen Ablauf der Arbeiten vorgezogen, um das Stadion, während der Umbaumaßnahmen, weiter durchgängig für den Fußball nutzen zu können. Das Sportministerium, dass das Projekt zusammen mit der Wohnungsbaubehörde Toplu Konut İdaresi Başkanlığı (TOKİ) durchführte, entschied das Stadion in einem Abschnitt abzureißen. Für die Übergangszeit wurde im Osten der Stadt das temporäre Elazığ Doğukent Stadı mit 2500 Plätzen errichtet. Neben der neuen Fußballarena wurde zusätzlich eine Mehrzweckhalle für 2650 Besucher errichtet, die neben Sport- auch für Kulturveranstaltungen genutzt wird.
Nach Abschluss der Abbrucharbeiten wurde im Juli 2019 mit den Aushub der Baugrube begonnen. Mit leichter Verzögerung fand der Baubeginn am 17. Oktober 2019 statt. Zum Ende des Jahres wurden die Fundamente gelegt. Die von Alper Aksoy Mimarlık entworfene Spielstätte ging weg vom alten, ovalen Stadion mit Leichtathletikanlage zu einem Fußballstadion mit rechteckigem Grundriss. Der Hauptauftragnehmer der Bauarbeiten war die MYS İnşaat Anonim Şirketi. Zunächst wurde es mit 23.000 Plätzen geplant, auf 20.000 reduziert und endgültig mit 18.423 Sitzplätze erbaut. Die Grundfläche des Elazığ Stadyumu beträgt 27.000 m² Fläche. Mit der Mehrzweckhalle im Westen und der Parkplatzfläche im Norden bietet der Komplex rund 60.000 m² Fläche. Die vier einstöckigen und überdachten Ränge sind miteinander verbunden. Die Haupttribüne verfügt über 18 Sitzreihen und darüber eine Reihe von 23 Logen. Die drei weiteren Ränge bieten 27 Sitzreihen. Das Dach über der Südtribüne ist lichtdurchlässig, um den Naturrasen mit Sonnenlicht zu versorgen. Es entspricht den Anforderungen der FIFA wie der UEFA. Ursprünglich sollten die Arbeiten im August 2021 abgeschlossen sein, aufgrund der COVID-19-Pandemie verzögerten sich die Baumaßnahmen. Am 2. Januar 2022 brach auf der Baustelle ein Brand aus. Etwa vierzig Minuten brauchte die Feuerwehr, um das Feuer, das in der Außendämmung aufgetreten war, zu lösen. Die Baukosten lagen, einschließlich der Halle, bei 128,4 Mio. türkischen Lira.
Ende 2022 näherte sich das Elazığ Stadyumu der Fertigstellung, bis zur Eröffnung sollte es noch einige Monate dauern. Am 7. Mai 2023 wurde der Neubau mit der Partie des 32. Spieltags der TFF 3. Lig 2022/23 zwischen Elazığspor und Karaköprü Belediyespor (1:2) eingeweiht. Bei der Wiedereröffnung wurde der Name des türkischen Staatsgründers Atatürk aus dem Stadionnamen entfernt, jedoch nach Protesten der türkischen Öffentlichkeit vier Monate später wieder eingesetzt.

## Länderspiele
Im September 2023 fand ein Länderspiel der türkischen Fußballnationalmannschaft der Frauen im Elazığ Atatürk Stadyumu statt.
Frauen
- 26. Sep. 2023. Gruppe C2:  Türkei –  Litauen 2:0 (UEFA Women’s Nations League 2023/24)[7]